# Aeródromo de Pozuelos de Calatrava
El Aeródromo de Pozuelos de Calatrava es un aeródromo privado español situado en el municipio de Pozuelos de Calatrava (Ciudad Real).
El aeródromo tiene una pista de aterrizaje de asfalto.